# 알파색채
알파색채(alphacolor)는 대한민국의 미술 전문 기업이며, 본사는 서울특별시 종로구 평창문화로 16에 위치하고 있다.

## 연혁
- 1962년 한천화학공업사로 창립
- 1969년 포스터컬러 알파700 출시
- 1974년 11월 한국미술협회 지정 미술재료 추천회사로 선정
- 1981년 2월 전문가용 아크릭칼라 개발
- 1985년 10월 알파 마카펜 128색 개발
- 1988년 7월 알파색채으로 명칭 변경 및 법인 전환
- 1991년 2월 국제화구재료연합의 정식 회원 가입
- 1993년 1월 서울올림픽공원 평화의 문 "사신도"
- 2000년 7월 전문가용 솔거 수채화 물감 48색 개발
- 2001년 5월 전문가용 채향 동양화물감 24색 개발
- 2003년 10월 전문가용 솔거 아크릭과슈 24색 개발
- 2008년 11월 POP(예쁜손글씨용) 포스터컬러 출시
- 2017년 6월 (사)한국미술협회 MOU협약
- 2020년 1월 (사)한국창조미술협회 MOU협약

## 제품
- 아크릴물감
- 보조제
- 포스터칼라
- 수채화
- 한국화물감
- 마커
- 염색물감
- 화구

## 같이 보기
- 도료
- 모나미
- 동아연필
- 매표화학